# Джийн Артър
Джийн Артър (на английски: Jean Arthur), е американска филмова и театрална актриса, родена през 1900 година, починала през 1991 година.
Артър е сред големите звезди на Холивуд от 1930-те и 1940-те години. До голямата слава я извеждат главните роли във филмовите класики на Франк Капра „Господин Дийдс отива в града“ (1936), „Не можеш да го вземеш с теб“ (1938) и „Господин Смит отива във Вашингтон“ (1939) в които е партньорка на Гари Купър и Джеймс Стюарт. През 1944 година е номинирана за награда „Оскар“ в категорията за най-добра женска роля за изпълнението във филма „Колкото по-весел“ (1943). От 1960 г. има звезда на Холивудската алея на славата.
През хода на целия си живот Джийн Артър отдава предпочитание на усамотението. Отбягвайки интервютата и фотографите, тя отказва да стане част от светската публичност.

## Биография и кариера

### Ранни години
Джийн Артър е родена като Гладис Джорджиана Грийн на 17 октомври 1900 година в Платсбърг, щат Ню Йорк. Родителите ѝ Джоана Аугуста Нелсън и Хъбърт Сидни Грийн са от протестантски произход. Нейните дядо и баба по майчина линия са имигранти от Норвегия. Артър има трима по-големи братя: Доналд Хъбърт (р. 1891), Робърт Б. (р. 1892) и Албърт Сидни (р. 1894).
Голяма част от периода между 1908 и 1915 година семейството живее в градчето Уестбрук, Мейн поради ангажименти на бащата, който работи като фотограф към Ламсън Студиос в град Портланд в същия щат. През тийнейджърските си години Артър посещава гимназия в квартала Вашингтон Хайтс на Горен Манхатън, Ню Йорк.
В годините на Първата световна война, след завършване на училище, Джийн Артър работи като стенограф на Бонд Стрийт в Долен Манхатън.
Сценичното си име Джийн Артър взема от имената на любимите си исторически герои: Жана д'Арк (Joan of Arc / Jeanne d'Arc) и Крал Артър (King Arthur).

## Избрана филмография
| Година | Филм                              | Оригинално заглавие          | Роля                    | Режисьор       | Бележки            |
| ------ | --------------------------------- | ---------------------------- | ----------------------- | -------------- | ------------------ |
| 1935   | Целият град говори                | The Whole Town's Talking     | госпожица Кларк         | Джон Форд      |                    |
| 1936   | Господин Дийдс отива в града      | Mr. Deeds Goes to Town       | Лоуиз Бенет             | Франк Капра    |                    |
| 1937   | Лек живот                         | Easy Living                  | Мери Смит               | Мичъл Лейзен   |                    |
| 1938   | Не можеш да го вземеш с теб       | You Can't Take It With You   | Алис Сикамор            | Франк Капра    |                    |
| 1939   | Само ангелите имат крила          | Only Angels Have Wings       | Бони Лий                | Хауърд Хоукс   |                    |
| 1939   | Господин Смит отива във Вашингтон | Mr. Smith Goes to Washington | Клариса Сондърс         | Франк Капра    |                    |
| 1940   | Аризона                           | Arizona                      | Фиби Тайтъс             | Уесли Ръгълс   |                    |
| 1943   | Колкото по-весел                  | The More the Merrier         | Констанс (Кони) Мълигън | Джордж Стивънс | номинация за Оскар |
| 1948   | Чуждестранна афера                | A Foreign Affair             | конгресмен Фиби Фрост   | Били Уайлдър   |                    |
| 1953   | Шейн                              | Shane                        | Мериън Старет           | Джордж Стивънс |                    |